# Peter Sasse
Peter Sasse (Rostock, 30 de Novembro de 1571 — Rostock, 21 de Fevereiro de 1642) foi filósofo e professor de Lógica. Era filho do negociante e futuro burgomestre de Rostock Jakob Sasse. Estudou em Magdeburgo e em 1589 matriculou-se na Universidade de Rostock. Frequentou também as universidades de Frankfurt(Oder) e Wittenberg. Entre 1594 e 1597 fez viagens de estudo onde visitou a Holanda, Inglaterra e França, tendo continuado seus estudos em Jena e Leipzig.
Em 8 de julho de 1602 recebeu seu diploma de Doutorado da Faculdade de Filosofia. Nesse mesmo ano foi nomeado professor de Lógica da Universidade de Rostock pelo duque Adolfo Frederico I, Duque de Mecklenburgo (1588-1658), sucedendo nesse cargo a Martin Brasch. Exerceu sua cátedra durante quarenta anos. Foi casado com Elisabeth Sasse Kellermann, filha do burgomestre de Rostock, Johann Kellermann (1547-1598). Elizabeth morreu em 1604, e um ano depois casou-se com Euphrosyne Hagemeister (1584-1620). Sasse era cunhado de Lucas Bacmeister (1605-1679), filho de Lucas Bacmeister, o Jovem. Em 1608 Sasse foi reitor da Universidade de Rostock.

## Obras
- Oratio secularis publ. habita Rostochii in solemni XVIII. Magistrorum creatione - 1620
- Programma seculare, in quo de proverbio: Dii omnia vendunt laboribus, paucis agit - 1620
- Programma Qvo Decanus & Cæteri Professores Facultatis Philosophicæ Ad Exeqvias Qvas Clarissimo Viro Dn. M. Petro Sassio, Logicæ Professori celeberrimo ... officiose invitat - 1642
- Programma Qvo Rector Vniversitatis Rostochiensis Johannes Qvistorpius ... Ad Exequias Quæ Viro Doctissimo ... Dn. M. Petro Sassen, Professorum Collegij Illustrissimorum Seniori ... in Templo Mariano ... Omnes Academiæ Cives amanter invitat - 1642